# Pantoporia
Pantoporia is een geslacht van vlinders uit de onderfamilie Limenitidinae van de familie Nymphalidae.

## Soorten
- Pantoporia absoleta (Schröder & Treadaway, 1979)
- Pantoporia alcamene (Felder, 1863)
- Pantoporia alwina (Bremer & Grey, 1853)
- Pantoporia ambra (Staudinger, 1892)
- Pantoporia antara (Moore, 1858)
- Pantoporia arayata (Felder, 1863)
- Pantoporia assamica Moore, 1881
- Pantoporia aurelia (Staudinger, 1886)
- Pantoporia bieti (Oberthür, 1894)
- Pantoporia bruijni (Oberthür, 1879)
- Pantoporia cama (Moore, 1857)
- Pantoporia consimilis (Boisduval, 1832)
- Pantoporia cyrilla Felder & Felder, 1863
- Pantoporia dama (Moore, 1858)
- Pantoporia dindinga (Butler, 1879)
- Pantoporia disjuncta (Leech, 1890)
- Pantoporia epimethis (Felder, 1863)
- Pantoporia epira Felder & Felder, 1863
- Pantoporia eulimene (Godart, 1823)
- Pantoporia euloca (Shelford, 1906)
- Pantoporia eupolia (Murayama & Shimonoya, 1962)
- Pantoporia euryleuca (Hagen, 1898)
- Pantoporia fortuna (Leech, 1889)
- Pantoporia godmani (Staudinger, 1889)
- Pantoporia gordia (C. & R. Felder, 1863)
- Pantoporia hordonia (Stoll, 1790)
- Pantoporia jina (Moore, 1857)
- Pantoporia kannegieteri Lathy, 1913
- Pantoporia karita (Doherty, 1891)
- Pantoporia karwara Fruhstorfer, 1906
- Pantoporia larymna (Doubleday, 1848)
- Pantoporia maena (Felder, 1863)
- Pantoporia magindana (Semper, 1878)
- Pantoporia marguritha (Fruhstorfer, 1898)
- Pantoporia mera Swinhoe, 1917
- Pantoporia mindanica (Murayama, 1978)
- Pantoporia mysia Felder & Felder, 1860
- Pantoporia mysia Felder, 1860)
- Pantoporia paraka (Butler, 1879)
- Pantoporia punctata (Leech, 1890)
- Pantoporia recurva (Leech, 1892)
- Pantoporia rufula (Nicéville, 1886)
- Pantoporia sandaka (Butler, 1892)
- Pantoporia separata (Staudinger, 1889)
- Pantoporia socia (Swinhoe, 1899)
- Pantoporia tarpa (Staudinger, 1889)
- Pantoporia tripunctata (Pagenstecher, 1888)
- Pantoporia venata (Staudinger, 1889)
- Pantoporia venilia (Linnaeus, 1758)
- Pantoporia zeroca (Moore, 1872)